# Археологія Орловської області
Археоло́гія Орло́вської о́бласті — археологічні дослідження на території Орловської області, що проводяться з метою вивчення первісних суспільств.

## Археологічні пам'ятки Орловської області
За даними Орловського краєзнавчого музею у Орловській області налічується понад 400 археологічні пам'ятки. На 2001 рік 320 пам'яток перебувають під державною охороною, з яких 17 є федерального значення.
Археологічні знахідки зберігаються у Орловському областному краєзнавчому музеї, у Лівенському, Мценському, Болховському, Дмитрівському та інших районих краєзнавчих музеях та Інституті археології РАН й Державному історичному музеї Росії у Москві.
Археологічно територія Орловської області досліджена не більше на 20 %. Вона також досліджена нерівномірно. Так по Лівенському, Шабликинському й Болхівському районам відомі декілька десятків археологічних пам'яток. Навпаки у Глазунівському, Верхівському й Новодеревеньківському районах виявлено тільки по 3—4 археологічні пам'ятки. Практично повністю залишається недослідженим край від джерел Оки на північний схід у міжріччі Неручі-Верньої Зуші та Бистрої Сосни у Троснянському, Свердловському, Покровському, Залегощенському, Краснозоренському й Корсаковському районах.
Дослідження проводилися по плинам річок. Так, по Оці виявлено понад 80 археологічних пам'яток, а по Навлі й Зуші — по 30—40. Проте багато приток цих річок окрім гирел зовсім не досліджені. За 10 років дослідженнями С. Д. Краснощекова виявлено біля 40 пам'яток тільки над Лісовою та Полевою Лівенкам, тоді як по самій Бистрій Сосні відомо значно менше археологічних пам'яток.

### Городища Орловської області
Найбільшої уваги археологи приділяли залишкам городищ.
Особливо тим, що згадуються у літописах й досі існують: Мценськ (перша згаданий 1146 року), Кроми (1147 року), Новосіль (1155 року), Болхів (1556 року), Орел (1566 року) й Лівни (1586 року).
Неіснуючи зараз літопісні міста легко пов'язуються археологами з археологічними городищами:
- Домагощ (перша згадка 1147 року) — з городищем у села Городище Болхівського району,
- Болдиж (перша згадка 1146—1147 роках) — з городищем у сільця Слобідка Шабликинського району,
- Спащ (перша згадка 1147 року) — з городищем у села Спаське Орловського району,
- (Старий) Воротинськ (перша згадка 1155 року) — з городищем у сільця Воротинцеве Новосільського району, Можливо подальші дослідження літописів дозволять встановити стародавні назви великих міських городищ, що відомі тепер за назвою найближчого поселення біля них:
- у Орловському районі Гать (шари XI—XIII й XIV—XVII століть) й Гонючеве (шари XI—XIII й XIV—XVII століть);
- у Болховському районі Рожкове (шари XI—XIII й XIV—XVII століть);
- у Дмитровському районі Волконськ (шар XI—XIII століття);
- у Знаменському районі Локно (шари XI—XIII й XIV—XVII століть);
- у Кромському районі Лужки (шари VIII—X й XI—XIII століть);
- у Мценському районі Михайлів Брід (шар XI—XIII століття) й Старенкове (шар XI—XIII століття);
- у Урицькому районі Мерцалове (шар XI—XIII століття);
- у Хотинецькому районі Кузменкове (шари XI—XIII й XIV—XVII століть).

Окрім вищезгаданих по області відомі ще понад 60 городищ від ранньозалізної доби до пізнього середньовіччя XI—XIII століть. За деякими виключеннями ці городища мали мають шар XIV—XVII століть.

### Селища Орловської області
З ранньозалізної доби основними пам'ятками стають селища. Особливо масовими — у XIV—XVII століттях. Селища у Орловській області рідко досліджувалися стаціонарними розкопками. Глибоко досліджені селища Залізне-2, Кроми й Лебідка відкрило пізнання о господарстві почепської культури та ранніх в'ятичів.

### Кургани Орловської області
У 19 й на початку наймасовішими пам'ятками були курганні могили. У результаті розорення земель, кладошукацтва, військових дій Другої світової війни залишилося біля 20 відомих могильників й одиночних могил. Могили Орловської області відносяться до бронзової доби 2-го тисячоліття до н. е., мощинської культури IV—VII століть по н. е., Руського каганату VIII—X століть й Чернігівського князівства XI—XIII століть.

## Археологічний поділ Орловської області
Орловська область відноситься до декількох географічно-історичних країв, які різняться й у археологічному плані:
- центральна й північна частина відноситься до Горішнього Пооччя; унікальне археологічне минуле, між південним лісостепом Посейм'я, лісовим заходом Подесіння, лісовою північчю Волго-Окського міжріччя, та лісостеповим й степовим південним сходом Горішнього Подоння; Горішнє Пооччя охоплює сточище Оки від її джерел до впливу річки Протва;
- південно-західна частина до Середнього Подесіння, невідривно розділяє археологічне минуле з усім Подесінням;
- південно-східна частини — до Горішнього Подоння, довготривало перебувала під пануванням кочових степових народів.

## Публікації по археології Орловської області
Перша публікація по археології Орловської області «Стародавні городища й кургани у Орловській губернії» була зроблена А. Г. Пупаревим у 1877 році. Половина з пам'яток знищена, загублена, або не досліджена.
У 1902 році А. Н. Шульгин закінчів археологічну мапу Орловської губернії з 500 археологічними пам'ятками.
1992 року Г. К. Патрик узагальнює археологічні пам'ятки у книзі «Археологічній карті Росії. Орловська область». У ній засвідчено про 266 археологічних пам'яток, відомих починаючи з 1877 року.

## Давньокам'яна доба

### Мустьєрська доба
Неандертальці мустьєрської культури просунулися до 52° широти до околиці Брянська наприкінці микулинського зледеніння 70 тисяч років тому. Серед брянських стоянок мустьєрської доби виділяється Хотилеве-1, що розташоване у місці виходу крем'яної сировини на правому березі Десни. Тут знайдено біля 20 тисяч кремнієвих виробів з яких 1 % з яких відносить до знаряддя.
Можливо до мустьєрської доби відноситься крем'яні знахідки та залишки їх виробництва у сільці Кремль та ближнього села Хотькове Шабликинського району у джерел річки Глинка, правої притоки річки Цон. Знахідки у Кремля відкриті 1980 року й досліджені І. К. Флоровим у 1982 році.

### Пізня давньокам'яна доба
Пізній палеоліт на Руській рівнині має поділ на 3 етапи:
- 1-й період 40—24 тисяч років до н. е.
- 2-й період 23—17 тисяч років до н. е.
- 3-й період 16—8 тисяч років до н. е.

Орловська область входить до культурної провінції середнього Подоння з Костенки-Борщевськими пам'ятками.
Одні дослідники включають край верхнього Надоччя до стрілецько-сунгирської культурної області з головною знахідкою Сунгирь у села Володимира на Клязьмі. Інші включають горішнє Надоччя разом з горішнім Подесінням до області вілендорф-костекіської культури (на середньому етапі костенківсько-авдіївської), а також спіцинської, городцовської й зам'ятинської культур.
Найближча до Орловської області Авдіївська стоянка знаходить за 40 км від межі у Курській області. Західніше, на Брянщині, до пізньої давньокам'яної доби відносяться стоянки пушкарівської культури: Єлисейовичі-1, Хотильове-2, Юдинове та інші.
Власне в Орловській області знаходяться:
- пам'ятка у сільці Пальчикове Болхівського району. Відкрита в 1981 році А. М. Сорокіним. На правому березі річки Нугрь при впадінні у річку Ока знайдені кості мамута, крем'яні відщипи та охра.
- стоянка у сільці Курасове над річкою Нугр крем'яні пластині, численні відщипи, кості мамута. Відкрито 1982 року.
- майже не досліджена стоянка у сільці Панькове над річкою Кнубрик, що відкрита 1995 року.

## Середньокам'яна доба
Середньокам'яна доба тривала протягом 8-го — 6-го тисячоріч до н. е. із трьома періодами:
- рання— 8000—6500 роки до н. е., бутівська культура,
- середня — 6500—5800 роки до н. е., ієневська культура,
- пізня— 5800—5000 роки до н. е., пізньобутівська культура.

Наприкінці 1980-х років археологи дійшли висновку о походженні населення мезоліту від свідерської культури. Воно просунулося на схід з терену сьогоденної Польщі, залишивши пам'ятки у Брянсько-Жиздринському Поліссі в долині річки Жиздра, якою у давнину Ока впадала у Десну, та згодом прорізала Калузько-Олексинський каньйон своєї сучасної течії. Через долину Жиздри проходило заселення горішнього Пооччя з горішнього Подесіння.
Таким чином через міграцію із заходу у Волзько-Окському міжріччі склалися:
- Бутовська культура наприкінці добореала, початку бореала (8-ме — 7-ме тисячоліття до н. е.),
- Ієневська культура — у другій половині 7-го тисячоліття до н. е., що відтіснило бутівців з території на схід. Проте у 2-й половині 6-го тисячоліття до н. е. бутівці повертаються на захід відтиснувши, або асимілювавши ієневців.

Пам'ятки середньокам'яної доби у Орловській області:
- комплекс із 6 поселень у сільці Борщівка Урицького району над річкою Цна відкриті А. С. Смирновим у 1990-ті роки. Датуються VIII—VII століттям до н. е. з приналежністю бутівській культурі.
- стоянка у сільці Буравленки Мценського району на правому березі Оки при гирлі річки Лисиця відкрита в 1981 році А. Смирновим. Віднесена А. С. Флоровим до ієневської культури.

## Новокам'яна доба
Новокам'яна доба Руської рівнини має поділ на 2 періди:
- ранній — 4100—3500 роки до н. е., верхньоволзька та льяловська культури з центром у Волзько-Окському міжріччі. Дніпро-донецька культура лісостепу, що сягала верхів'їв Дніпра, Сейма та Оки.
- пізній (розвинутий) — 3500—2000 роки до н. е., культура ямково-гребінцевої кераміки, деснянська новокам'яна культура (горішнє та середнє Подесіння), більовська культура (горішнє Пооччя).

Відомі пам'ятки новокам'яної доби на терені Орловщини зосереджені у поріччях Навлі, Оки й Сосни:
- найзахідніші неолітичні поселення у села Глибочки на межі з Брящиною у Шабликинському районі. Глибочки-1 розміром 65 м × 36 м розташована на лівому березі Навлі західніше від села. Поселення Глибочки-2 (Зване) розміром 130 м × 75 м на березі озера Зване яким прямує брянсько-орловська межа на якій також виявлено поселення бронзової доби Зване. Глибочки-3 на північному заході від села, де також виявлене селище почепської культури I—III століть. Досліджені І. К. Флоровим у 1981 році.
- вище за течією Навлі поселення Слобідка-1 на правому березі річки, одна з небагатьох «торф'яних» стоянок Орловщини, розміром 123 м × 126 м. Поселення Слобідка-2 знаходиться на плато на острові серед торф'яників між двома струмками розміром 115 м × 37 м. Стоянка Слобідка-3 на розі правого берега Навлі у струмка Саженка. Досліджені І. К. Флоровим у 1981 році.
- два поселення у сільці Високе над річкою Навлею відкрита І. К. Фроловим. Перше поселення розміром 165 м × 60 м.
- найсхідніші пам'ятки неоліту на Орловщині біля селища Новоселки над лівою притокою Навлі річкою Мох відкриті Л. В. Греховою.
- найпіденнішою пам'яткою навпроти села Тагине Глазуновського району в урочищі Курган відрита І. Є. Євсеєв.
- декілька поселень у села Шахове Кромського району між гирлами лівих приток Оки річок Кроми й Іцки відкриті Л. М. Красницьким. Знахідки характерні для більовської культури 3-го тисячоліття до н. е.
- поселення над річкою Ока у села Салтики Орловського району досліджена Л. Н. Красницьким у 1991 році розміром 185 м × 45 м. Кременева майстерня. Відносять до більовської культури.
- група поселень новокам'яної доби біля міста Орел між гирлами річок Цон й Рибниця:
  - городище Гать, 2 кургани, декілька селищ де виявлені А. М. Шудьгиним в 1897 році, М. П. Милоновим в 1938 році. Були виявлені посудини ямочно-гребінчастої кераміки характерної для більовської культури.
  - стоянки у гирла річки Рибниця відкрите 1907 році І.Є Євсеєвим.
- поселення у села Шепине Орловського району типове для більовської культури.
- поселення біля сільці Єньшине Сосковського району відкрито 1961 року,
- поселення біля сільці Мешкове Урицького району відкрито 1981 року,
- поселення біля сільців Косорожа й Озерки Довжанського району відкрито 1988 року,
- поселення біля сільці Юрти Нижньожирновські Верховського району відкрито 1990 року,
- у долині річки Бистра Сосна у Ливенському районі виявлено у 1991—1994 роках у сільці Смагине над річкою Лісова Ливенка, у сільці Воротинськ над річкою Польова Ливенка, у сільці Касьянове над річкою Польова Ливенка, 2 пам'ятки у сільці Козьмика над річкою Кунач.

Стоянки над Навлою віднесені А. С. Смирновим до деснянської новокам'яної культури, понад Окою — до більовської культури й сточище річки Сосна (південний схід Орлівщини) ймовірно знаходилося в зоні поширення лісостепових культур.

## Мідна доба
Раніше вважалося, що на Поліссі не було мідної доби, але стався стрибок у бронзову добу 2500—2000 роках до н. е. За сучасними дослідженнями Д. А. Крайонова й А. С. Смиронова південна лісова зона Європейської Росії мала мідну добу приблизно у середині 3-го тисячоліття до н. е. Мідні вироби набували шляхом обміну з південними мідними культурами, та особливо цінувалися.
Зміна клімату з вологого голоценового на сухий суббореальний призвела до наступу лісостепу на південному сході Орловщини й навіть на лівобережжя Оки. Із заходу просувалися пасторські племена полісся, з півдня — племена скотарів мідної доби Понтійсько-каспійського степу. Також зберігалися архаїчні острови новокам'яної культури Полісся. Таке не завжди мирне співіснування тривало до середини 2-го тисячоліття до н. е.

## Бронзова доба
Бронзова доба російського полісся поділяється на 2 періоди:
- ранній — 2800—1500 роки до н. е.:
  - лісостеп Орловщини — південні давньоямна та катакомбна культури,
  - полісся Орловшини — у межах області стикаються західна середньодніпровська та північна фатьянівська культури,
- пізній — 1500—800 роки до н. е.:
  - лісостеп — південна зрубна культура,
  - у поліссі — у межах області стикаються західна сосницька та північна абашевська культури.

За ранньої бронзи мотикове землеробство на бідному ґрунті полісся було малопоширене.
Кераміка поступово змінює з гострого дна характерного для новокам'яної доби на кулясте й згодом на плоске, що вказує на появу в побуті стола. У посуду починають виділяти шійку та венчик. Відбувається різноманіття візерунку: відбиток крутеля (шнурова кераміка), поєднання зон з візерунком та без нього.
Привізна бронза була рідкісною.
Культурно Орловська область за бронзової доби поділяється на три зони:
- лісове лівобережжя річки Ока,
- лісостепове поріччя Сосни,
- недосліджене археологічно сточище лівої притоки Зуші — річки Неручі, та лівої притоки Сосни — річки Труди.

### Культури бронзової доби
Середньодніпровська культура поділяється на три етапи:
- ранній — займала територію Київщини, 2600—2350 роки до н. е.
- середній — розширення території, 2350—1750 роки до н. е.
- пізній — найширше поширення, 1750—1400 роки до н. е.

Головне заняття було домашнє скотарство з додатком землеробства. Вироби культури були подібні з виробами фатьянівської культури. Поховання як у ґрунт, так і під кургани. Зустрічається кремація на середньому етапі. Племена давньоямної культури взяли участь у формуванні середньодніпровської культури на ранньому етапі.
Фатьнівська культура, що відома тільки за похованнями, ймовірно, охоплювала північ Орловщини. Поховання у ґрунт. Кремація відсутня.
Наступниця середньодніпровської культури — Сосницька культура. Її поширення за комплексними даними 1980-х років є брянське Подесіння та курське Посем'я.

### Пам'ятки бронзової доби
Основні поселення бронзової доби Орловщини — у Окському поріччі:
- на лівобережжі Оки у Орловській області відома найсхідніша пам'ятка середньодніпровської культури — поселення на правому березі Оки у сільці Лужки (Пашкове) Кромського району, нижній шар городища Лужки (Кураб-городище), що було розкопане 1959 року Т. М. Никольською.
- одношарове поселення у озера Зване на правому березі Навлі біля села Глибочки Шабликинського району розкопане 1982 року І. К. Флоровим. Розкопки на площі близько 200 м². Культурний шар понад 50 см. Виявлено два коліщатих житла у 7 м діаметром з 1—2 вогнищами.
- багатошарове селище Проскурівка у сучасному Північному районі Орла було знищене оранкою культурного шару.
- городище Торкунівка на правому березі Оки у Харчикове Мценського району. — у Соснинському поріччі:
- поселення у піонерському таборі «ЛівГідроМаш» на правому березі річки Лісова Лівенка,
- поселення у Старого Горюшкинена правому березі річки Кшень,
- поселення Стільбище в урочищі Стрільбище за 4 км від міста Лівни,
- нижній шар городища Ключивка,
- найбільш вивчене поселення є Ключивка-2 за культурною приналежністю населення було близьке катакомбній культурі (2200—1500 роки до н. е.).

На південному сході Орловщини досліджено кургани бронзи:
- 1896 року П. М. Єременко розкопав 7 курганів над річкою Кшень.
- у 1960-х роках розкопано декілька курганів у села Успенське, де виявлено бронзовий ніж, наконечник спису, що знаходяться у Лівенському краєзнавчому музеї,
- великий курган у села Рогатик Довжанського району,
- у села Євланове Довжанського району.

## Залізна доба
На півдні та центрі Руської рівнини залізна доба починається приблизно 700 року до н. е.
Виплавка заліза поширюється із Західної Азії. Разом з залізом розвинулися ремесла, з'явилися племінні спільноти, що мали стосунки з південними державами. Народи Східної Європи залізної доби згадуються у джерелах Стародавнього світу.
З 700 року до н. е. з українського степу скіфи витиснули кімерійців. Головна роль у формуванні скіфської культури відіграла її попередниця, — зрубна культура, що займала також лісостеп на півночі.

### Зміна клімату
За 1-го тисячоліття сухий Суббореальний період змінюється сучасним більш холоднішим та вологішим субатлантичним періодом. З півночі поширюються листовні, й згодом борові (глицеві) ліси. Межі лісу, лісостепу та степу на півдні Руської рівнини наближуються до сучасних.

### Культури залізної доби
Рання залізна доба Орловської області відома за пам'ятками на лівобережжі горішнього Пооччя та правобережжі річки Зуши.
Рання залізна доба ділиться на:
- верхньоокська культура — 600—1 роки до н. е.
- почепська культура — 1—300 роки по н. е.
- мощинська культура — 300—700 роки.

Південний схід Орловської області та прилегле поріччя річок Неруч-Труди у другій половині 1-го тисячоліття до н. е. було рідко заселеним краєм де контактували сусідні культури.

#### Сейминська група пам'яток скіфо-попільникової культури
Сейминська група пам'яток лісостепової попільникової культури належала скіфам-орачам. Була поширена у курському Посем'ї у 600—400 роках до н. е. Межа поширення племен сейминської групи сягала південно-західної та південної межі Орловської області.
Поселення здебільшого є мисовими городищами. Поховання не виявлені. Гончарні вироби глечикоподібний посуд з орнаментом з пружкок, зарубків, пальцеві втиснення по обідцю, наскрізні проеолини та «перлини» по шийці посудин. Господарка — землеробство з осілим скотарством.
Назви річок Кшень, Тім, Олим, ймовірно мають іраномовну основу, що віповідає твердженню Бориса Гракова про іраномовне населення курського Посем'я у середині 2-ї половини 1-го тисячоліття до н. е.
Ймовірно, що коли балти юхнівської культури витиснули пізньоскіфо-посейминців з правобережжя Сейму вони, частково рушили на північний схід у міжріччя Оки й Зуші. По Оці вони просунулися до річки Кроми, де їм завадили верхньокські городища, а по Зуші вони просунулися значно північніше. Згодом, ймовірно, балти верхньокської культури просунулися на південь зайнявши землі сейминців у поріччі Оки та Зуши та повільно їх асимілювавши.
За течією річок Зуша та Ока виявлені сліди контактів балтів зі скіфами Посем'я:
- городище Воротинцеве-1 у села Воротинцеве Новосильського району. Тут, на правому березі річки Зуша було виявлено цілий археологічний комплекс від Воротинцеве до сільці Мужикове, де виявлено понад 10 багатошарових поселень, що існували від ранньої залізної доби до 1700 року. Тетяна Никольська зробила висновок, що це городище населяли у 700—1 роках до н. е. носії пізньоскіфської попільникової (сейминської) культури;
- багатошарове городище «Кураб» у сільці Лужки-Пашкове Кромського району над правим берегом Оки;
- 10 селищ пізньоскіфів над правим берегом Зуші на мценській її ділянці від сільці Студимля до городища Жилине; усі мисові з висотою над Зушою 20 й більше метрів; розміром 200 × 100 метрів;
- комплекс з 6 селищ у сільця Пальчикове й Крутогір'я біля гирла річки Нугр до Оки у Болховському районі є найпівнічнішою пам'яткою пізньоскіфських посейминців.

#### Балтські культури
Відомі п'ять балтських культур (із заходу на схід): штрихованої кераміки, милоградська, дніпродвінська (верхів'я Західної Двіни, Дніпра та Десни), юхнівська (середнє та нижнє Подесіння), верхньоокська (Пооччя між гирлами річок Кроми й Угра). Три останніх є найспорідненішими (тотожність городищ, осель, господарства, ремісництва та формі кераміки тощо).
Найбільша різниця у оздобі та візерунках на кераміці:
- дніпродвінці єдині у лісовій смузі Східної Європи, хто не прикрашав посуд візерунком;
- юхнівці прикрашали візерунком з прямого та косого карбу, втисненням по обідцю. Також відомий «перловий» візерунок по шийці, що вказує на впливи на культуру скитів-орачів. Стінки посудини прикрашали «юхновськими трикутниками». У глиняному тісті містився пісок. Посуд тонкостінний до 4—6 мм. Випал посуду на огнищі недостатній та нерівномірний. Величина деякого посуду (деякі мали шийку до 20 см у діаметрі) вказують на використання випалюваної рослинності;
- верхньоокці мали подібну до юхнівської тонкостінну ліпну кераміку з меншим орнаментуванням. Така подібність тривалий час давала привід вважати верхньоокські пам'ятки частиною юхнівської культури.

З приходом сучасного субатлантичного періоду, коли ліс просувається на південь, у тому ж напрямі рушили й балтійські племена. Встановлено, що у V столітті до н. е. балти юхнівської культури займали правобережжя Сейма, відтискуючи на південь носіїв сейминської культури.

##### Пам'ятки верхньоокської культури
- Вважається, що найранішим городищем балтів у горішньому Пооччі було Радовищенське городище. Знаходилося на болотяному острові над лівим берегом річки Вітебеть в урочищі «Кудеярова гора». Площа 88 × 44 метри з висотою над місцевістю у 2,5 метри. Для захисту існував вал до 1,5 м та рів глибиною до 2 м. Культурний шар — 20—30 см.
- Городище у сільця Городище, що на узбіччі сучасного районного центру Знам'янське над лівим берегом річки Нугр.
- городище Надія у села Звягинка Орловського району над правим берегом річки Орлик. Захищене двома валами з ровами між ними. На схід від городища знаходиться селище 1400—1700 років. Також виявлені три інших селища на іншому боці річки у сільці Булгакови Гірки, що також відносяться до Смутного часу Московщини. Як за смутного часу, так й за часу верхньоокської культури люди переховувалися у болотах від грізних ворогів.
- за Окою нижче Кроми по річці Цон відомі два селища у сільця Бутове Урицького району, селище у сільці Сергіївське й два селища у сільця Лебідка Урицького району, городище у села Паюсове над притокою Неполоді річкою Моховиця.
- городище Черемисове над правою притокою Оки річкою Оптуха: городище відоме у «Писцових книгах» як «Блудове»: Городище неболотного типу з двома валами, де зовнішній вал вищий за основний, внутрішній.
- городище у сільця Торкунівка; Сторожеве городище за 2 км нижче за течією річки Ока; городище у сільця Старенкове Мценського району;
- городище над лівим берегом річки Зуша у нежилого сільця Роженець Мценського району з двома валами на відстані 40 метрів з площею 110 × 60 метрів.

##### Почепська культура
У 300—100 роках українські степи зайняли сармати (савромати Геродота) відтиснувши скіфів до Криму. Сармати зайнявши український лісостеп просунулися у середню Наддіпряншину, що була зайнята носіями зарубинецької культури у 200 році до н. е. — 200 році по н. е. На початку І століття по н. е. зарубинчани під тиском сарматів прямують на північ. Тому у 1—200 роках по н. е. зникають балтські милоградська, дніпродвінська та юхнівська культури, племена яких частково витискуються й частково асимілюються новими культурами. Так у Подесенні на пізньо-зарубинецькій основі формується почепська культура, що мала риси принесеної скіфо-сарматської та місцевої юхнівської. Почепська культура стала ймовірно перехідною балто-слов'янською культурою, що заклала основу для формування давньо-українського племені сіверян.
Частина юхнівського населення переходить у верхів'я Оки до спорідненої верхньокської культури. Але за ними послідували у горішнє Пооччя племена почепської культури. Шлях просування почепців відслідковується вздовж приток Десни Навлі та Нерусси, за лівими притоками Оки — Кромі, Цоні та по самій горішній Оці.
Якщо у Подесінні та горішньому Подніпров'ї почепські прибульці асимілювали місцевих балтів, то у горішньому Пооччі вони навпаки розчинилися у місцевому балтському населенні верхньоокської культури, утворивши таким чином нову мощинську культуру балтського племені голядь.
Доба почепської культури тривала у 1—300 роках по н. е. Селища почепської культури виникають гуртами у оболонях річок, що свідчить про численність прибульців й головний напрям господарства — землеробство. Знахідки великих сокир говорить про вирубку та спалення для очищення земель під землеробство.
Гончарство зберігає старі юхнівські форми, проте більш товстостінна, горбиста; так само з домішкою піску. З'явилася клесова, глянсова кераміка.
Пам'ятки почепської культури:
- у Дмитрівському району 7 городищ: городище та селище у села Вовконськ над річкою Мала Локна, два селища у сіл Воронине й Олешинка над Неруссою, два поселення у сільці Дружне, селища біля райцентру Дмитровськ;
- найчисельніші поселення у Шабликинському району над річкою Навля — 4 гурти поселень по однотипових 3—6 селищ з відстанню між гуртами до 5—7 км й до 1,5 км між селищами у гурті на оболонях та мисах у 6—10 метрів висотою, розмірами 150—200 × 40—70 метрів. Культурний шар понад 50 см свідчить про тривале існування селищ. Найвивченіша пам'ятка — Залізне городище-2 з викритими 500 м², де виявлені каркасно-стовбові наземні та напівназемні обмазані глиною житла:
- поселення у Сосківському районі над річкою Крома: у сільці Еньшине 4 поселення, у сільці Прилепи — 3 поселення.
- найпівденніше почепське поселення у Кромському районі у сільця Семенкове;
- нижче за Окою в Орловському районі три селища у сільця Гуторове, два селища сільця Хомути;
- у верхів'ях річки Цна у сільця Мешкове Урицького району гурт з чотирьох селищ;
- три селища у сільця Чегодаєве Болховського району над річкою Березуй; у гирла річки Нугр селища Курасове-1, -2, Пальчикове-1, -4, -5, Крутогір'я-5.

За річками Цон й Крома почепські племена могли просунутися до течії самої Оки.

##### Мощинська культура
Лісове орловське лівобережжя Оки й правобережжя Зуші у 300—700 роках є краєм поширення мощинської культури, яку отожнюють з історично відомим балтським народом голядь.
Господарство:
- орне землеробство з вирубкою та спалення лісів під ниви,
- розведення великої рогатої худоби та коней.

Обробка заліза, кольорових металів, виготовлення кісторізів. Гончарство ліпне, товстостінне, з піском у тісті. Деякий посуд полискований.
Поховання трупоспаленні у курганних могилах.
Селища мощинців були зосередження у долинах річок часто на місці селищ попередніх культур.
- у Кромському районі на Окою городище Лужки є найпівденнішим городищем культури, ;
- у Орловському районі, нижче за Окою городище Гать, селище Шепине, селища у сільця Ломовець;
- у Мценському районі на Окою городище Сторожеве, городище Торкунівка, селище Карандакове;
- у Болховському районі на Окою селище Пальчикове-1, на річкою Нугр селище Велика Черн, городище Рожкове, городище Кишкине-1;
- у Сосковському районі над Кромою нижній шар селища у села Кірове (колишнє Степ);
- в Урицькому районі над річкою Цон селища Мерцалівка, Гнеушеве, Городище;
- у Знам'янському районі над річкою Нугр городище Локно;
- над Зушою археологічний комплекс Воротинцеве;
- над правою притокою Зущі річкою Черн городище Зайцеве, селище Гамаюнове;
- у Шаблинському районі над річкою Навлею селища Залізне-3, Північне Поселення-2, городише у сільця Залізне, городище Слобідка.

###### Городище мощинської культури Торкунівка
Найдослідженіше городище мощинської культури у орловському Поооччі є городище у сільця Торкунівка Мценського району. Багатошарове поселення з бронзової доби до VI—VII століття по н. е. У 500—200 роках до н. е. тут мешкали носії близькі сейминській пізньоскіфській культурі. У 200—1 роках до н. е. тут мешкали носії верхньоокської культури. Як й інші верхньоокські поселення Торкунівка спустошила за почепської культури. Городище розташоване на висоті 25 метрів на Окою на правому мисі річки й глибокого яру з струмком, що відокремлює городище від сучасного сільця. Розміри підтрикутної форми 70 × 60 метрів. З північно-західної сторони захищене двома валами з відстанню 20 метрів. Саме балти мощинської культури додали забору по зовнішньому валу та додали ще один вал по периметру внутрішнього валу. Сліди пожежи та трьохгранні вістря стріл свідкує про захоплення городища, після чого воно більше не відновлювалося.

##### Пам'ятки черняхівської культури
У 200—400 роках в Україні існували племена готів, скіфів, сарматів, зарубинців й черняхівців. Черняхівці мешкали у мазанках та землянках. Черняхівська культура зникла після вторгнення в український степ гунів у 470-х роках. Черняхівські пам'ятки досягають на сході річки Бистра Сосна датовані 1—500 роками:
- селище Губкине у Малоархангельському районі.
- селище біля сільці Огаркове Ковпнянського району;
- селище біля сільці Алдобаївка Ливенського району.

#### Угро-фінські культури
На північ від гирла річки Угра ширилася верхньоволзька дяківська культура.
На сході за водорозділом Оки й Дону була поширена городецька культура, що сягала на півдні гирла річки Вороніж. Городецькі пам'ятки відомі по річці Бистра Сосна від міста Єлець до її гирла.
За описом Геродота північних сусідів скіфів з неврами ототожнюють носіїв милоградської культури, з будинами — племена юхнівської та верхньоокської культур, з мелахленами — носіїв городецької культури. Також за іншими дослідженнями з тиссагетами (фиссагетами) ототожнюють носіїв городецької культури, з андрофагами («людожерами») — носіїв дніпродвінської культури та з ірками — дяківську культуру.

## Ранньосередньовічна доба
Радянські дослідження датували заселення Орлівщини слов'янами входженням її до складу Київської Русі у 800—990 роки. Сучасні дослідження вказують, на появу слов'ян у добу Великого переселення народів.

### Колочинська культура
У 650—700 роках лісостепову частину середнього та горішнього Подніпров'я займали анти празько-пеньківської культури. Ліс середнього й горішнього Подніпров'я, Подесіння та Посем'я населяли племена колочинської та інших культур. У 680—700 на лівобережжя середнього Подніпров'я просунулася нова хвиля слов'ян. Вони асимілюють колочинців й формують волинцівську культуру (690—850 роки).

### Волинцівська культура
Волинцівська культура була поширена у Подесінні, Посем'ї верхів'ях й середніх течіях Сули, Псла та Ворскли. Валентин Сєдов відносить до поширення культури горішнє Подоння до впливу річки Вороніж, де у 700—800 роках склалася родинна роменській борщевська культура. Він вважає, що волинцівська культура з'явилася переселенням з середнього Надволжя племен іменьківської культури, які він вважає нащадками антів. Волинцівці просуваються у горішнє Пооччя у 690—720 роках. У 700—900 роках курганний ритуал поховання мощинської культури поширюється на верхів'я Оки. У 800—1000 роках цей ритуал поширюється вже по слов'янському Подонні та краю поширення роменської культури. До того племена роменської, волинцівської й борщевської культур ховали мертвих у ґрунтових могильниках з трупоспаленням на боці з попілом збираємим у глиняні урни.

### Ромено-борщевська культура в'ятичів
Волинцівська культура трансформується у роменську.
У горішньому Пооччі з 700—800 років складається новий варіант ромено-борщевської культури, який отожнюють з в'ятичами, а саму роменську культуру отожнюють з сіверянами. За Валентином Сєдовим ромено-борщевська культура та земля полян й була Руським каганатом, що ймовірно розвалився у 860-ті роки.
На 850 рік Подесіння, Посем'я та південніше займали сіверяни; Горішнє Подоння до впливу річки Вороніж займали слов'яни борщевської культури, які відійшли з Подоння на горішнє та середнє Пооччя у X столітті під набігами печенігів. Тоді південь й південний схід Орловської області став напівпорожнім межовим краєм слов'ян з салтово-маяцької культурою Хозарського каганату. Горішнє Пооччя займали в'ятичі. Вони, як й Київ на той час, були данниками Хозарського каганату.
Пам'ятки ранніх в'ятичів роменсько-борщевської культури 700—1000 років зосереджені по Оці, її лівим притокам, Зуші й притоку Бистрої Сосни Ливенці:
- у Глазунівському районі нижній шар городища Тагине є найпівденнішою пам'яткою культури;
- передостанній шар городища Лужки над Кромою;
- передостанній шар городища Воротинцеве-1 над Зушою;
- городище Крома та навколишнє селище мають знахідку ліпної кераміки ромено-боршевської культури так червоноглиняні амфори салтово-маяцької культури, що вказує на торгові зв'язки в'ятичів з хозарами;
- у Урицькому районі городище у села Городище над правою притокою Цону річкою Людською, селище у сільця Лебідка на лівому березі річки Цон; у міжріччі Орлика Цону селище у сільця Селікове, два багатошарових городища у сільця Колос;
- городище Борилове й селище Хотетове над Нугрою у Болховському районі;
- у Ливенському районі три селища: Пушкарське-1, -2 на мисі річки Серболовки при впливі у Ливенку на північному краї міста Ливни; селище Вахнове на лівому березі правої притоки Бистрої Сосни річкою Мокрець.

## Пізнє середньовіччя (1000—1500 роки)

### Доба Київської Русі (980—1240)
З входженням в'ятичів до складу Київської держави приблизно з 1010 року їхня північна межа просунулася до середньої течії Оки. На заході й на півдні межа в'ятичів з сіверянами залишилася по водорозділу Оки з одної сторони й Десни та Сейма — з іншої. На південному сході зберігалася межа зі степовим населенням у сточищі річки Бистра Сосна. Слов'янське населення Подоння після навали печенігів подалося на північ у рязанське середнє Пооччя.
До середини XII століття відносяться перші звістки руських літописів про владно-земельний устрій Чернігівського князівства у яких згадуються міста у Орловській області. Так чернігівська земля поділялася на волості, які були власне чернігівськими, та сіверськими — найбільшого васалу Чернігівського князівства. На території сучасної Орловської області існувало дві сіверських волості Чернігівського князівства:
- Лісова земля, — відносилися міста Карачів, Старий Воротинськ, Мценськ, Спащ, Домагощ, Кроми, Болдиж, Новосіль та інші; південно-східна межа Лісової землі була по Бистрій Сосні, східна межа по Красивій Мечі у Тульській області;
- В'ятичі.

У Орловській області відомо біля 70 руських городищ й протогородищ. Тільки деякі з них з приблизно 1100 року стають містами, та згадуються у літописах. Перше згадується Корідно — столиця бунтівного князя в'ятичів. Вважають що Корідно було над лівим берегом Раківки у сучасного сільця Корнади Нонодеревеньківського району. Проте пошуки тут 1980-х років не виявили слідів поселення.

#### Укріплені лінії
Укріплені прикордонні лінії «богатирських застав» у 1000—1240 роках, що ймовірно, існували за часів Руського каганату й раніше, проіснували вже за Московського царства до XVII століття, Основна оборонна лінія була по Оці: у Глазуновському районі Тагине й Богородське, у Кромському районі Ретяжи й Лужки, у Орловському районі Гать, Гонючеве, Цвітинь, Черемисине, у Мценському районі Сторожеве й Старенкове, у Болхівському районі Городище й Крутогір'я.
Оборонна лінія вздовж Зуші: у Мценському районі Роженець, Мценськ, Михайлів Брід, Зайцеве (над правою притокою Зуші річкою Черн), Жилине; у Новосільському районі Новосіль, Воротинцеве-1, Воротинцеве-2, Мужикове.
За оборонною лінією по Оці-Зуші існували форпости: Волконськ Дмитровського району (над правою притокою Неруси річкою Локна), Городецьке Ковпнянського району (над лівою притокою Бистрої Сосни річкою Фошня), Ключівка Лівенського району (над лівою притокою Бистрої Сосни річкою Лівенка).
За основними оборонними лініями існувала глибока оборонна лінія у поріччі Навлі, Витебеті й Нугри.
- Над річкою Навля оборонна лінія включала: у Шаблинкінському районі Слобідка-1, -2, Залізне городище, Водоцьке (над лівою притокою Навлі річкою Водоча);
- у Хотинецькому районі Хотимль-Кузменкове у джерел річки Витебеть.
- Над річкою Нугр у Знам'янському районі Каминине, Локно, у Болхівському районі Рожкове, Борилове, Кишкине, Курасове (у гирла річки Мошок).

Вздовж лівих приток Оки існувало декілька додаткових оборонних ліній, що заважали просуванню з півдня на північ по міжріччю Оки та Нугри:
- над річкою Крома у Кромському районі Кроми, Кутуфине; у Сосковському районі Малеєве;
- над річкою Цон в Урицькому районі Мерцалове, Гнеушеве, Городище (Людське), Борщівка;
- над річкою Орлик у Орловському районі Надія-Звягинки; в Урицькому районі Титове-Матика;
- у поріччі річки Неполодь у Орловському районі
  - над власне Неполод'ю Спаське, Маслове,
  - над річкою Моховиця Паюсове (Кошелеве),
  - над річкою Густовар Редькине;
- над річкою Кам'янка у Мценському районі Мала Круглиця;
- над лівою притокою Нугри річкою Орс у Болхівському районі Жуївка й Луневе.

Ймовірно існувала й передова укріплена лінія вздовж лівої притоки Зугі річкою Неруч. Проте її городища ще не достатньо досліджені:
- у Покровському районі Позднеєве, Богородицьке, Никольське, Городище-1, Городище-2;
- у Залегощенському районі Скворче.

### Ярмо Золотої Орди (1240—1408)
Чернігівське князівство розпадається у 1240—1300 роках на удільні князівства. Удільні князівства горішнього Пооччя називалися верхівськими князівствами. Земля Орловської області входила до Брянського, Новосільського (згодом Новосільсько-Одоєвського), Карачевського та ймовірно Хотетовського, Болхівського, Звенигородського й Єлецького князівств. На правобережжі Бистрої Сосни були літні кочів'я Золотої Орди.
Археологічні дослідження не виявили жодного укріпленого міста доби верхівських князівств, що свідчить про відсутність небезпеки для васалів з боку Золотої Орди. 1408 року більша частина Орловської області у складі верхівських князівств увійшло до Великого князівства Литовського.

### Велике князівство Московське
Верхівські князівства переходять із Великого князівства Литовського до Великого князівства Московського у 1494 й 1503 роках після двох воєн. Московити відновлюють руські міста Новосіль й Мценськ. Будують фортеці-міста Болхов (1556 рік), Орел (1566 рік), Лівни (1586 рік) та відновлюють Кроми (1594 рік). Тільки Кроми та Новосіль мають залишки дитинців.